# 3. évezred
| Évezredek i.e. | 10. | 9. | 8. | 7. | 6. | 5. | 4. | 3. | 2. | 1. | Időszámítás kezdete | 1. | 2. | 3. | 4. | 5. | 6. | 7. | 8. | 9. | 10. | Évezredek i.sz. |

A 3. évezred a 2001. január 1. és 3000. december 31. közötti időszakot foglalja magába.
A harmadik évezred egy önkényesen kijelölt egysége az időnek, nincs a természeti világnak hozzáfűződő eseménye. A keresztény időszámítás az időszámítás kezdetét Jézus Krisztus feltételezett születési évére teszi, melyet Dionysius Exiguus számolt ki, mai számítások szerint hibásan, és valójában időszámításunk előtt 4 körüli a helyes dátum.
Ezt a naptárt használva a harmadik évezred kezdete ünnepelt esemény lett azokban az országokban is, melyek kulturálisan kevésbé vagy alig kötődnek a kereszténységhez.
Az ezredforduló környékén némi vitát vetett fel, hogy az új évezred 2000. vagy 2001. január elsején kezdődik-e – rengetegen ezredfordulóként ünnepelték a szép kerek számot, valójában azonban mivel 0. év nem létezett, a 21. század és a 3. évezred 2001. január 1-jén kezdődött.

## Események
- 2198 körül – a Vanguard–1, a világ negyedikként felbocsátott műholdja kb. 240 évnyi keringés után visszazuhan a Földre.
- 2968 – A negyedik Helium Monument időkapszula kinyitásának tervezett ideje.

## A 3. évezred a sci-fiben
- 2889 – A XXIX. században című Jules Verne neve alatt megjelent, de a fia Michel Verne(wd) által írt sci-fi novella cselekményének ideje.